# The Bridge (Melanie Fiona-album)
A The Bridge Melanie Fiona kanadai R&B-soulénekesnő első albuma. A SRC/Universal Motown jelentette meg 2009 júniusában. az Egyesült Államokban novemberben jelent meg, a Billboard Top R&B/Hip-Hop Albums slágerlistáján a 4., a Billboard 200 slágerlistán az 57. helyen nyitott, utóbbin a 27. helyig jutott. Az album kedvező kritikai fogadtatást kapott.
Az album hangzásvilága soulzene, R&B, neosoul, reggae és hiphop keveréke, némi pophatással. Melanie egy interjúban pop-soul stílusúnak nevezte.

## Fogadtatása
A The Bridge nagyrészt kedvező kritikákat kapott. Edwin McFee, a Hot Press munkatársa szerint „intelligens tisztelgés a ‘60-as évekbeli Motown-hangzás előtt, soulklasszikusokból használ fel részleteket, de ráüti saját egyéni bélyegét is.” Az AllMusic kritikusa, Matthew Chisling 3½ csillagot adott neki 5-ből. Mark Edward Nero, az About.com munkatársa, bár a összhangzást elmarasztalta, dicsérte a produkciót és Melanie hangját. A kislemezként megjelentetett It Kills Me Grammy-jelölést kapott
Az első kislemez, a Give It to Me Right 57. lett az amerikai Hot R&B/Hip-Hop Songs slágerlistán. Az It Kills Me volt Melanie első dala a Billboard Hot 100-on, ahol a 43. helyig jutott, az R&B-slágerlistán pedig listavezető lett. Az Egyesült Királyságban és Kanadában az album harmadik kislemezeként jelent meg, követve a Bang Bangcímű dalt. A Monday Morning a svájci és a lengyel slágerlista első helyére került, Ausztriában pedig az 5.-re. Az Ay Yo az album ötödik kislemeze, videóklipjét 2010. április 12-én forgatták. Az Egyesült Államokban a Priceless az album ötödik kislemeze, Kanadában ez nem jelenik meg, itt a Monday Morning az album ötödik kislemeze, ami az Egyesült Államokban már korábban, harmadik kislemezként megjelent.
Promóciós kislemezként a You Stop My Heart is megjelent, 2010. február 14-én.

## Dallista
| #   | Cím                        | Szerzők                                                                        | Hossz |
| --- | -------------------------- | ------------------------------------------------------------------------------ | ----- |
| 1.  | Give It to Me Right        | A. Martin, R. Argent                                                           | 3:43  |
| 2.  | Bang Bang                  | A. Hunte, J. Sewell-Ulepic, R. Fusari                                          | 3:28  |
| 3.  | Monday Morning             | P. Keusch, S. Solanki, C. Gilliam                                              | 3:38  |
| 4.  | Please Don’t Go (Cry Baby) | A. Brooks, B. Blast, B. Holland, L. Dozier, E. Holland                         | 3:15  |
| 5.  | Ay Yo                      | M. Hallim, A. Martin, I. Babalola, D. Lewis, A. Toussaint                      | 3:18  |
| 6.  | Walk On By                 | A. Martin, D. Davis                                                            | 3:31  |
| 7.  | You Stop My Heart          | A. Martin, I. Babalola, D. Lewis, E. Marshall                                  | 3:46  |
| 8.  | Johnny                     | M. Hallim, B. Marsh, P. Lawrence, J. Yip, J. Reeves, R. Romulus                | 3:42  |
| 9.  | Sad Songs                  | B. Vinton, G. Allen, J. Myatt, D. Bovell                                       | 4:38  |
| 10. | Priceless                  | C. Kelly, D. Wilenski, R. Angry                                                | 3:47  |
| 11. | It Kills Me                | A. Martin, R. Littlejohn Jr., L. Carr, E. Shulman                              | 4:10  |
| 12. | Teach Him                  | A. Martin, T. Baliardo, M. Baliardo, J. Baliardo, N. Reyes, F. Reyes, A. Reyes | 4:10  |
| 13. | G.A.M. (bónuszdal)         |                                                                                | 2:50  |

## Kislemezek
- Give It to Me Right (2009. február 28.)
- Bang Bang (2009)
- It Kills Me (2009. július 22.)
- Monday Morning (2009. október 9.)
- Ay Yo (2010 március)
- Priceless (2010 április)

## Közreműködők
- Melanie Fiona – ének
- Andrea Martin – producer (1., 6., 9., 11.–12. dalok)
- Rob Fusari – producer (2. dal)
- Peter Wade Keusch – producer (3. dal)
- Sidh Solanki – producer (3. dal)
- Vada Nobles – producer (4. dal)
- Bill Blast – producer (4. dal)
- Future Cut – (5., 7., 13. dal)
- Stereotypes – producer (8. dal)
- Dan Strong – producer (10. dal)
- JK – producer (10. dal)
- Jay Fenix – producer (11. dal)
- Affiliate – producer (11. dal)
- Carmen Murray, Michael Michel, Jay Brown, Steve Rifkind – albumproducerek
- Chris Athens – mastering
- Kyledidthis – művészeti rendezés
- Randee St. Nicholas, Mark Squires – fényképezés

## Megjelenési dátumok
| Ország             | Dátum              |
| ------------------ | ------------------ |
| Olaszország        | 2009. június 26.   |
| Kanada             | 2009. június 30.   |
| Egyesült Királyság | 2009. július 20.   |
| Egyesült Államok   | 2009. november 10. |

## Helyezések
| Slágerlista (2009-2010)              | Legmagasabb helyezés |
| ------------------------------------ | -------------------- |
| Brit albumslágerlista                | 98                   |
| Kanadai albumslágerlista             | 25                   |
| Német albumslágerlista               | 35                   |
| Olasz albumslágerlista               | 61                   |
| Svájci albumslágerlista              | 3                    |
| Svéd albumslágerlista                | 51                   |
| USA Billboard 200                    | 27                   |
| USA Billboard Top R&B/Hip-Hop Albums | 4                    |